# Petrova Ves
Petrova Ves (Hongaars:Péterlak) is een Slowaakse gemeente in de regio Trnava, en maakt deel uit van het district Skalica.
Petrova Ves telt 1003 inwoners.